# Вейпа
Вейпа (англ. Weipa) — невелике містечко у штаті Квінсленд. Є частиною району місцевого самоврядування Вейпа-Таун, який де-факто керується корпорацією Rio Tinto Group через філію «Rio Tinto Aluminium».

## Географія
Вейпа розташовується у північній частині штату (захід півострова Кейп-Йорк), лежить на східному березі затоки Карпентарія.

### Клімат
Містечко знаходиться у зоні, котра характеризується кліматом тропічних саван. Найтепліший місяць — листопад із середньою температурою 28.3 °C (83 °F). Найхолодніший місяць — липень, із середньою температурою 24.4 °С (76 °F).
| Клімат Вейпи            | Клімат Вейпи | Клімат Вейпи | Клімат Вейпи | Клімат Вейпи | Клімат Вейпи | Клімат Вейпи | Клімат Вейпи | Клімат Вейпи | Клімат Вейпи | Клімат Вейпи | Клімат Вейпи | Клімат Вейпи | Клімат Вейпи |
| Показник                | Січ.         | Лют.         | Бер.         | Квіт.        | Трав.        | Черв.        | Лип.         | Серп.        | Вер.         | Жовт.        | Лист.        | Груд.        | Рік          |
| Абсолютний максимум, °C | 36           | 35,7         | 35,7         | 34,5         | 35           | 35,5         | 34           | 35,6         | 37,8         | 39,1         | 38,4         | 37,3         | 39,1         |
| Середній максимум, °C   | 32           | 31,4         | 31,7         | 32           | 31,6         | 30,6         | 30,5         | 31,6         | 33,3         | 34,8         | 34,7         | 33,3         | 32,3         |
| Середня температура, °C | 28           | 27           | 27           | 27           | 26           | 25           | 24           | 25           | 26           | 28           | 28           | 28           | 27           |
| Середній мінімум, °C    | 24           | 24           | 23,6         | 22,6         | 21,3         | 19,6         | 18,9         | 18,8         | 20           | 21,4         | 23,2         | 23,9         | 21,8         |
| Абсолютний мінімум, °C  | 20           | 20,1         | 19,5         | 14,4         | 15           | 12,2         | 10,4         | 9,6          | 13,9         | 13,2         | 17,8         | 20,1         | 9,6          |
| Норма опадів, мм        | 440          | 410          | 350          | 100          | 10           | 0            | 0            | 0            | 0            | 20           | 100          | 260          | 1740         |
| Днів з дощем            | 21,5         | 20,5         | 19,9         | 9,5          | 3,4          | 1,4          | 1,1          | 1            | 1,1          | 2,5          | 8,1          | 15,4         | 105,4        |
| ----------------------- | ------------ | ------------ | ------------ | ------------ | ------------ | ------------ | ------------ | ------------ | ------------ | ------------ | ------------ | ------------ | ------------ |
| Джерело: Weatherbase    |              |              |              |              |              |              |              |              |              |              |              |              |              |